# Zittersheim

Zittersheim este o comună în departamenul Bas-Rhin, Alsacia, Franța. De comună aparține localitatea "Moderfeld" care se află în apropiere izvorul râului Moder. Zittersheim se află la altitudinea de 254 m, are o suprafață de 7,92 km² și avea în 2007, 255 de locuitori. Localități vecine sunt Rosteig, Wingen-sur-Moder, Erckartswiller, Hinsbourg și Puberg.

## Evoluția numărului populației
| 1962 | 1968 | 1975 | 1982 | 1990 | 1999 |
| ---- | ---- | ---- | ---- | ---- | ---- |
| 206  | 231  | 228  | 216  | 217  | 205  |

1. ↑  répertoire géographique des communes, accesat în 26 octombrie 2015
2. ↑  dataset of postal codes in France, 1 octombrie 2018